# 克烏謝尼

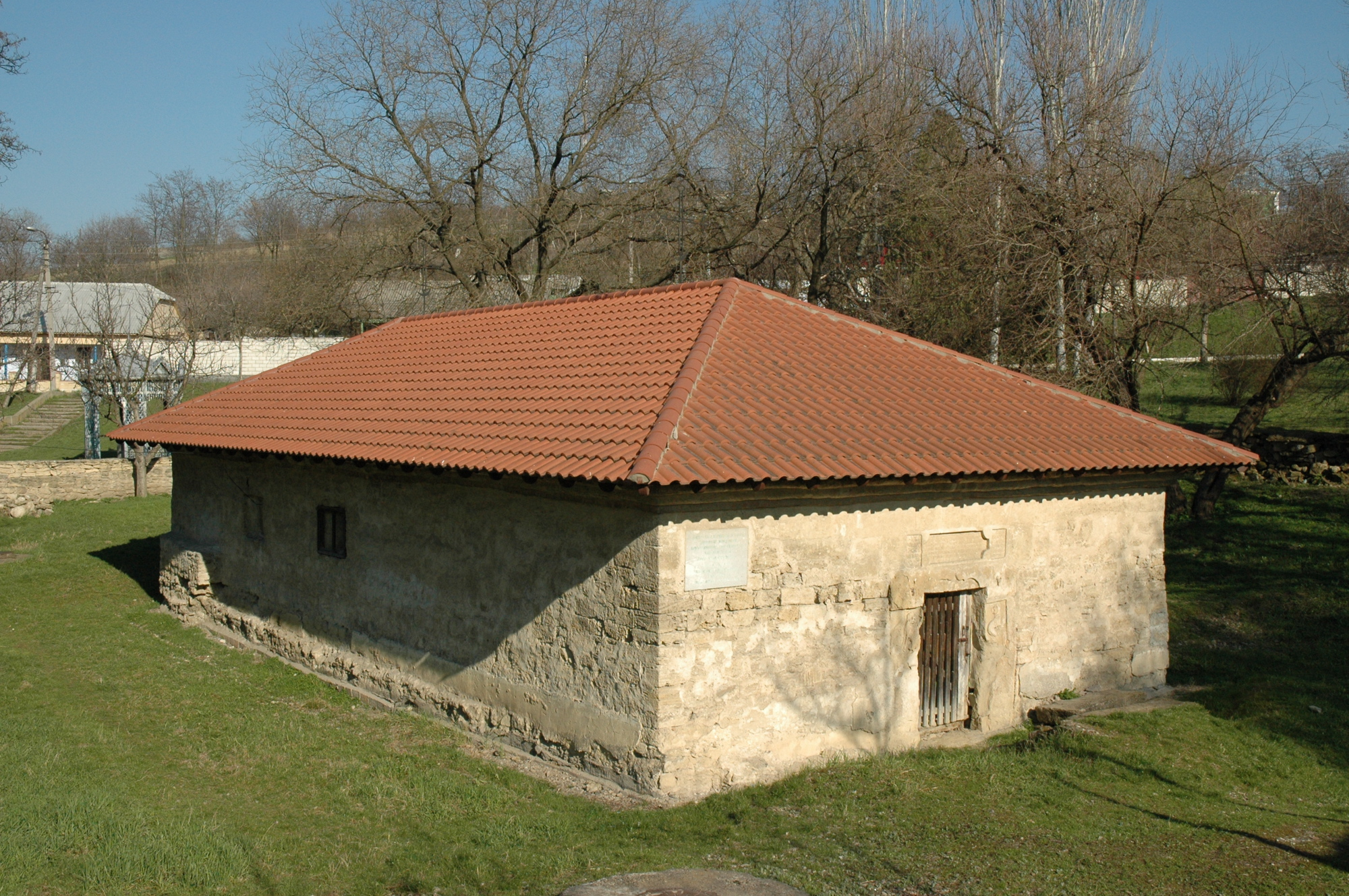

克乌谢尼是摩爾多瓦的城市，也是克乌谢尼區的首府，位於該國東部，距離首都基希涅夫80公里，始建於十七世紀，海拔高度7米，2010年人口19,900。

## 外部連結
- World Monuments Fund page on Assumption of Our Lady Church （页面存档备份，存于）